# Hendrik Bruin

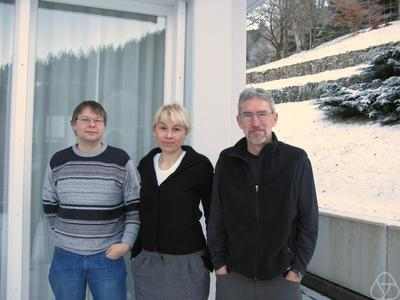
Henk Bruin 2009 (links im Bild)

Hendrik Pieter Bruin, auch Henk Bruin, (* 12. November 1966 in Haarlem) ist ein niederländischer Mathematiker. Er ist Professor für Dynamische Systeme an der Fakultät für Mathematik der Universität Wien.
Bruin studierte im Masterstudiengang an der Reichsuniversität Groningen und absolvierte sein Doktoratsstudium an der Technischen Universität Delft, wo er 1994 bei John Michael Aarts und Sebastian van Strien zum Thema Invariant Measures of Interval Maps promovierte. Danach hatte er akademische Positionen an der Friedrich-Alexander-Universität Erlangen-Nürnberg, der Königlichen Technischen Hochschule Stockholm, dem California Institute of Technology (Caltech) in Pasadena, der Reichsuniversität Groningen und der University of Surrey in Guildford, Großbritannien inne. In Surrey wurde er im April 2011 zum Full Professor befördert. Zum September 2012 wurde Bruin an die Universität Wien berufen.
Seine Spezialgebiete sind dynamische Systeme, Ergodentheorie, komplexe Dynamik und Kontinuumstheorie.
Bruin gehört zu den wissenschaftlichen Herausgebern (Editorial Board) der Fachzeitschriften Topology and its Applications und Monatshefte für Mathematik.

## Werke (Auswahl)
- (mit G.Keller, T.Nowicki, S.van Strien): Wild Cantor attractors exist, Ann. of Math. (2) 143 (1996), no. 1, 97–130
- (mit S.Luzzatto, S.van Strien): Decay of correlations in one-dimensional dynamics, Ann. Sci. École Norm. Sup. (4) 36 (2003), no. 4, 621–646.
- (mit J.Rivera-Letelier, W.Shen, S.van Strien): Large derivatives, backward contraction and invariant densities for interval maps, Invent. Math. 172 (2008), no. 3, 509–533.
- (mit M.Todd): Equilibrium states for interval maps: the potential {\displaystyle -t\log \vert Df\vert }, Ann. Sci. Éc. Norm. Supér. (4) 42 (2009), no. 4, 559–600.